# Kevin Serville
Kevin Serville is een voetballer. Hij is geboren op 29 juni 1985 te België. Hij speelt voor Racing Mechelen als verdediger.

## Statistieken

### Competitie
| seizoen 2010-2011 | club Standaard Wetteren | land België | competitie Exqi-league | wed. | basis | goals |
| ----------------- | ----------------------- | ----------- | ---------------------- | ---- | ----- | ----- |
| 2007/08           | Oud-Heverlee Leuven     | België      | Tweede klasse          | 1    | 0     | 0     |
| 2011/12           | Racing Mechelen         | België      | Derde klasse B         | 9    | 9     | 0     |
| 2012/13           | Racing Mechelen         | België      | Derde klasse ?         | 0    | 0     | 0     |
| Bijgewerkt        | 24-05-12                |             |                        |      |       |       |

### Beker
| seizoen    | club                | land   | competitie       | wed. | basis | goals |
| ---------- | ------------------- | ------ | ---------------- | ---- | ----- | ----- |
| 2007/08    | Oud-Heverlee Leuven | België | Beker van België | 0    | 0     | 0     |
| Bijgewerkt | 16-08-07            |        |                  |      |       |       |